# Werner Krätschell
Werner Ernst Krätschell (* 16. Februar 1940 in Berlin) ist ein deutscher evangelischer Theologe. Er war ein Vertreter der kirchlichen Friedensbewegung in der DDR.

## Leben
Werner Krätschell ist das sechste von acht Kindern des Berlin-Heinersdorfer Pfarrers Eberhard Krätschell (1900–1995) und dessen Ehefrau Elisabeth, geb. von Haller. Nach vier im Heinersdorfer Pfarrhaus verbrachten Kriegsjahren kam er zu seiner mütterlichen Großmutter nach Bad Salzschlirf und später nach Lienen in Westfalen. Nach Kriegsende kehrte er zurück nach  Berlin, besuchte die Heinersdorfer Grundschule und später ein Gymnasium in Berlin-Wedding, wo er 1960 sein Abitur erfolgreich abschloss. 1961 folgte an der Ostberliner Hochschule für Theologie das Studium der Theologie, das er später mit seinem Freund Heinrich Hamel in Naumburg/Saale fortsetzte, weil dessen Vater (Johannes Hamel) am dortigen Katechetischen Oberseminar Dozent war. 
Krätschell ist verheiratet, hat vier erwachsene Kinder und lebt in Berlin.

## Wirken
Von 1969 bis 1979 war Krätschell Pfarrer in Berlin-Buchholz und von 1979 bis 1996 Superintendent und Pfarrer in Berlin-Pankow. Ab 1981 beteiligte er sich am Pankower Friedenskreis. Ende der 1980er-Jahre, während Krätschell als Superintendent für 24 evangelische Kirchengemeinden im Norden Ost-Berlins verantwortlich war, trafen sich im Pfarrhaus an der Breiten Straße (südlich der Dorfkirche Pankow)  oppositionelle  Künstler und Intellektuelle wie Reiner Kunze und Adolf Dresen, Kirchenleute wie Ruth und Hans Misselwitz. Das Haus wurde ein Treffpunkt der demokratischen Opposition und der Friedlichen Revolution und wurde von der Staatssicherheit überwacht. In der Wendezeit saß Krätschell als Moderator am Pankower Runden Tisch und als einer der Moderatoren am Berliner Runden Tisch im Roten Rathaus.
Im Jahr 1997 folgte er einer Bitte von Bischof Wolfgang Huber und übernahm die Aufgabe, die Militärseelsorge in den sogenannten „neuen Bundesländern“ aufzubauen. Diesen Auftrag mit Bevollmächtigung übte er bis zum Jahr 2005 aus.
Anhand seiner Tagebuchaufzeichnungen aus den letzten Jahren der DDR erinnert er sich und kommentiert aus heutiger Sicht die ereignisreiche Zeit der Friedlichen Revolution in Ost-Berlin in Vorträgen und Veröffentlichungen.
Mit der Familie Kasner besteht eine langjährige Freundschaft. Er übernahm somit die Leitung der Beisetzungsfeier von Herlind Kasner, der Mutter der damaligen Bundeskanzlerin Angela Merkel, in Templin.

## Ehrungen
Seine Leistungen wurden durch Ehrendoktorate der Universität Birmingham sowie der Furman University in South Carolina in Greenville gewürdigt. Letztgenannte Bildungsstätte hatte ihm 2006 eine Gastprofessur verliehen.

## Werke
- als Hrsg.: Was war und was bleibt: Kamingespräche ehemals führender deutscher Militärs aus Ost und West. 2. Auflage, MGFA, Potsdam 2008, ISBN 978-3-9808882-9-5
- Meine Erinnerungen an Heinersdorf. In: Naniel Becke und Sandra Caspers: Berlin-Heinersdorf, Eine Spurensuche. Zukunftswerkstatt Heinersdorf e. V., Berlin 2014, ISBN 978-3-00-048148-2.
- Die Macht der Kerzen, Erinnerungen an die Friedliche Revolution. Mit einem Essay von Timothy Garton Ash, Ch. Links Verlag, Berlin 2019, ISBN 978-3-96289-046-9.